# Technologie de pistage
 (août 2018).
Si vous disposez d'ouvrages ou d'articles de référence ou si vous connaissez des sites web de qualité traitant du thème abordé ici, merci de compléter l'article en donnant les références utiles à sa vérifiabilité et en les liant à la section « Notes et références ».
Les technologies de pistage sont l'ensemble de moyens technologiques qui permettent de tracer l'activité d'un individu sur internet. Elle peut être mise en place par le site internet, le navigateur ou l'appareil en tant que tel pour le ciblage publicitaire notamment.
Parmi ces technologies, on peut citer :
- le pixel espion ;
- le cookie ;
- le mouchard ;
- l'enregistreur de frappe (keylogger).